# 10947 Кайзерштуль
10947 Кайзерштуль (10947 Kaiserstuhl) — астероїд головного поясу, відкритий 24 вересня 1960 року.
Тіссеранів параметр щодо Юпітера — 3,521.